# Leizhou (socken i Kina)
Leizhou (kinesiska: 雷州乡, 雷州) är en socken i Kina. Den ligger i den autonoma regionen Guangxi, i den södra delen av landet, omkring 71 kilometer väster om regionhuvudstaden Nanning.
Genomsnittlig årsnederbörd är 1 936 millimeter. Den regnigaste månaden är augusti, med i genomsnitt 393 mm nederbörd, och den torraste är februari, med 31 mm nederbörd.